# عايدة كامل
عايدة كامل (1931 - 7 سبتمبر 2020)، هي ممثلة مصرية، ولدت في عام 1931، درست الإذاعة في الجامعة وحازت على درجة البكالوريوس، وعملت في السينما منذ مطلع الخمسينات، ومن أفلامها: (ست الحسن، لحن الخلود، دايمًا معاك، الوسادة الخالية، إسماعيل يس في الطيران، رجال بلا ملامح، إسكندرية ليه؟)، ثم كرست جهودها للدراما التليفزيونية منذ الثمانينات، ومن أهم مسلسلاتها: (الرقم المجهول، بين القصرين، القضاء في الإسلام، هوانم جاردن سيتي)

## وصلات خارجية
- عايدة كامل على موقع IMDb (الإنجليزية)
- عايدة كامل على موقع الدهليز
- عايدة كامل على موقع قاعدة بيانات الأفلام العربية